# Louise Frevert
Louise Frevert (Frederiksberg, 31 de maio de 1953) é uma política e ex-atriz pornográfica dinamarquesa.